# Moherské útesy
Moherské útesy či útesy Moher (anglicky Cliffs of Moher nebo též Cliffs of Mohair, irsky Aillte an Mhothair, česky také někdy nesprávně označované jako Mohérové útesy) jsou břidlično-pískovcové útesy, které se nacházejí na západě Irska v hrabství Clare a provincii Munster, mezi obcemi Doolin a Ennistimon jihovýchodně od oblasti Burrenu (irsky An Bhoirrean). Útesy kolmě spadají do Atlantského oceánu a s výškou přibližně 214 metrů se řadí mezi nejvyšší útesy v Evropě.

## Popis
Moherské útesy ční do výšky až 214 metrů a táhnou se v délce 8 km od Hag's Head (irsky Ceann na Cailleach, česky Hlava čarodějnice) na jihu až za O'Brienovu věž na sever.. Z útesů lze spatřit Aranské ostrovy, Galwayský záliv či oblast Connemara. Na nejvyšším bodě útesů se nachází již zmíněná O'Brienova věž (O'Brien's Tower), kterou nechal postavit sir Cornelius O'Brien v roce 1835 za účelem nalákání turistů. Jiná verze tvrdí, že tím chtěl uchvacovat dámy, jež sem zval. Pod věží z moře také vystupuje skalní ostroh zvaný Branaunmore (irsky An Branán Mór), občas označovaný jako O'Brien's Stack (česky O'Brienův útes).

## Turismus
Moherské útesy patří s téměř milionem návštěvníků k nejnavštěvovanějším místům v Irsku. I proto zde bylo vybudováno v 2007 moderní návštěvnické středisko, které je umístěno pod povrchem, aby neporušovalo scenérii útesů. Cesta po vrcholu útesů je ohrazena speciální bariérou.
V roce 2009 byly útesy vybrány jako jeden z 28 finalistů v anketě Nových sedm divů světa (New Seven Wonders). Od roku 2011 Moherské útesy tvoří s oblastí Burrenu geopark.

### Vstup

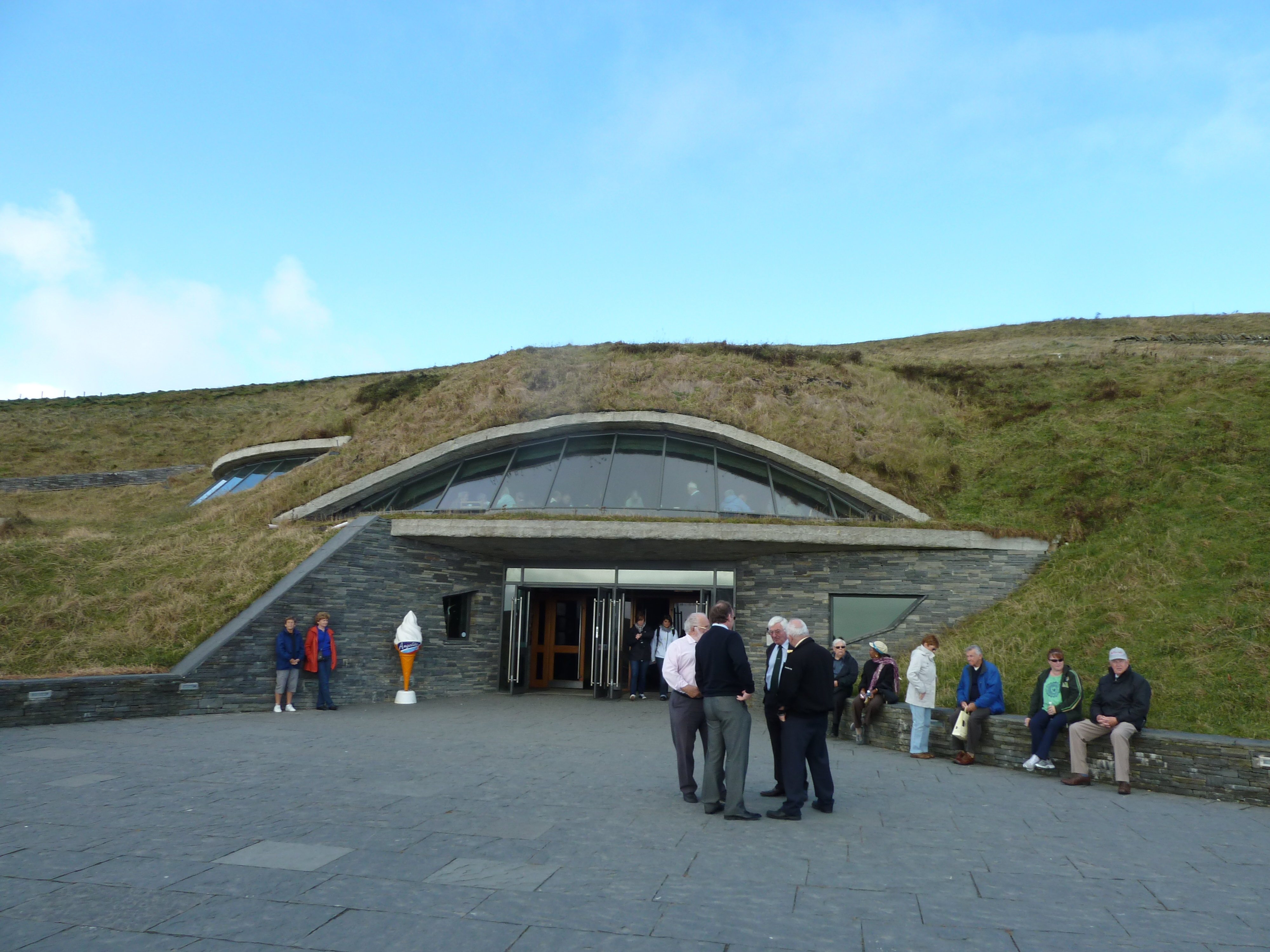
Návštěvnické středisko

Útesy jsou v létě otevřeny od 9.00 do 19.00 h., od července do srpna dokonce do 21.00, v  zimě je otvírací doba povětšinou od 9.00 do 17.00. Základní vstupné činí 12 €; studenti a senioři mají vstupné snížené (10 €) a děti do 12 let mají vstup volný. V areálu se nachází restaurace, parkoviště pro auta a autobusy. Areál je bezbariérově přístupný.

## Doprava
Útesy jsou přístupné po silnicích N67 a N85 a následně po silnici R478.

## Odraz v kultuře
Na útesech se v roce 2009 natáčela část filmu Harry Potter a Princ dvojí krve. Na útesech se rovněž často natáčejí videoklipy.

## Fotogalerie

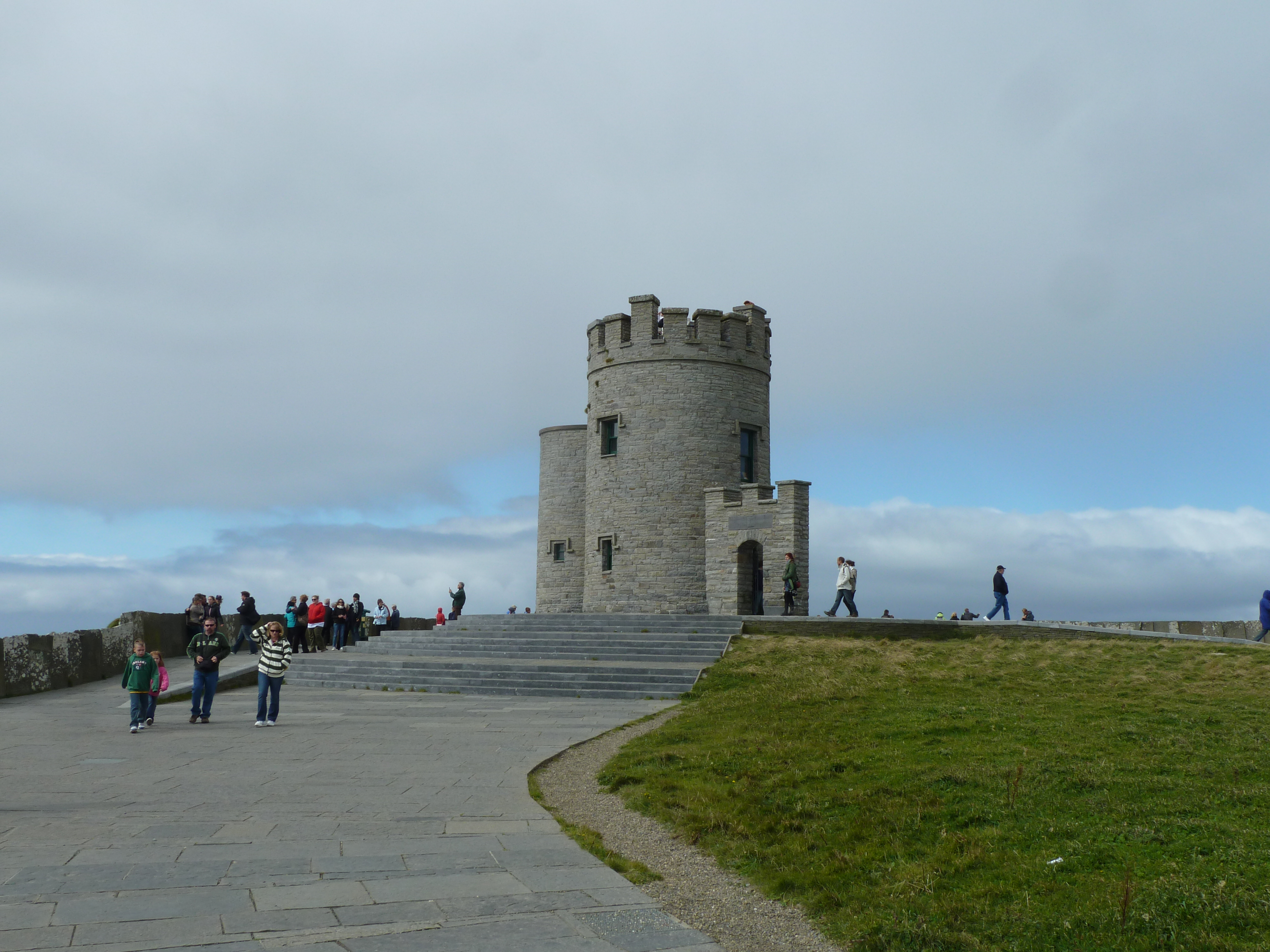
O'Brienova věž
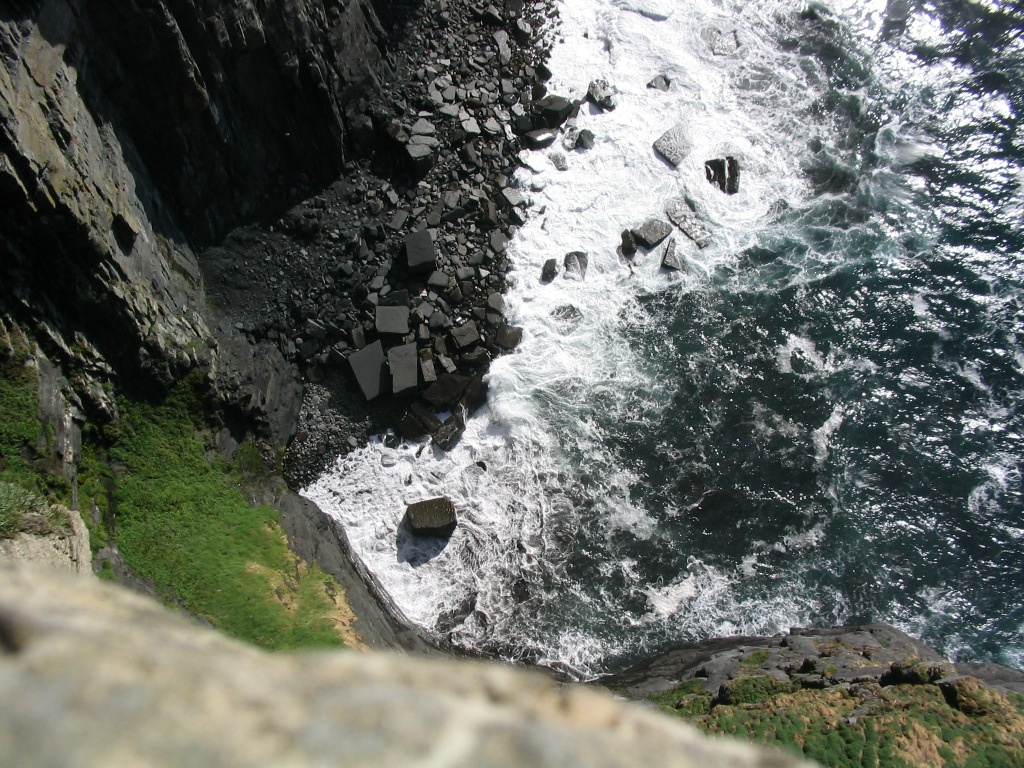
Pohled z útesů
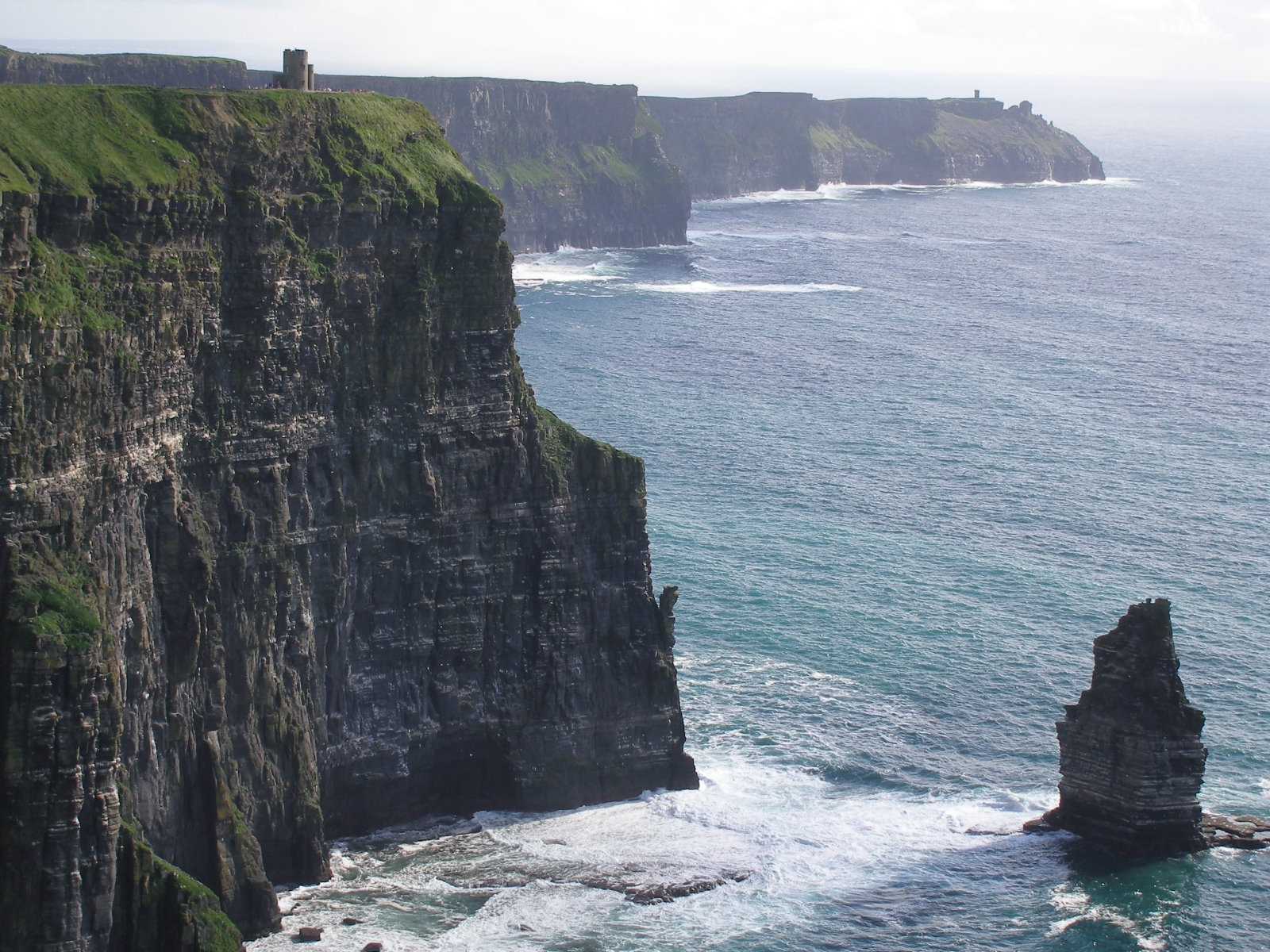
Branaunmore s O'Brienovou věží